# Last Ride In
«Last Ride In» es una canción instrumental de la banda estadounidense de rock Green Day publicado en el año 1997 dentro del álbum Nimrod como la décima pista. Nunca se lanzó como sencillo, sin embargo un video musical fue filmado para la canción, el cual posteriormente se incluyó dentro del DVD International Supervideos! junto a los demás videos musicales de la banda. En el video se aprecian escenas de la grabación de la canción junto a algunas actividades comunes que realizan los miembros de la banda como visitar una feria o andar en patineta. Es una de las dos canciones de Green Day (la otra es «Espionage») en ser completamente instrumental, siendo las dos grabadas para el disco Nimrod, pero siendo solamente «Last Ride In» la que formó parte del disco. Sólo se le ha interpretado dos veces, durante la gira de promoción de Nimrod en 1997 y 1998. Curiosamente, ambas presentaciones en vivo de la canción fueron en San Francisco, California, pero en diferentes recintos y con casi medio año de diferencia.[cita requerida]